# Водопрочность грунтов
Водопрочность грунтов (или водоустойчивость) — способность грунтов сохранять механическую прочность и устойчивость в водной среде. Зависит от характера структурных связей в грунте и их устойчивости к действию воды.
Водопрочность грунтов в инженерной геологии характеризуется по их размокаемости, размягчаемости и размываемости.